# Maria Rużycka
Maria Gabryel-Rużycka (ur. 25 sierpnia 1905 we Lwowie, zm. 14 lipca 1961 w Krakowie) – polska artystka; uprawiała malarstwo, rysunek i drzeworyt.

## Życiorys
Urodziła się w rodzinie dyrektora Banku Krajowego Juliana (1870–1962) i Ewy (1871–1946) Rużyckich. We Lwowie uczęszczała do gimnazjum realnego, gdzie w 1925 roku zdała egzamin maturalny. Uczyła się też rysunku pod kierunkiem K. Olpińskiego i P. Gajewskiego w Państwowej Szkole Technicznej we Lwowie, a od roku 1925 podjęła studia malarskie w Akademii Sztuk Pięknych u Józefa Mehoffera, Felicjana Szczęsnego Kowarskiego i Jana Wojnarskiego oraz w Szkole Sztuk Pięknych w Warszawie u Władysława Skoczylasa. W ciągu roku akademickiego 1927/1928 otrzymała nagrodę specjalną za wykonane prace. W roku 1932 wstąpiła do ugrupowania Pryzmat, rok później do Stowarzyszenia Artystów Grafików „Ryt”. W roku 1933 wzięła udział w Międzynarodowej Wystawie Drzeworytów w Warszawie, gdzie otrzymała dyplom honorowy. W latach 1936–1937 jako stypendystka przebywała w Paryżu u prof. Józefa Pankiewicza. Od 1937 roku była członkiem Związku Polskich Artystów Plastyków.

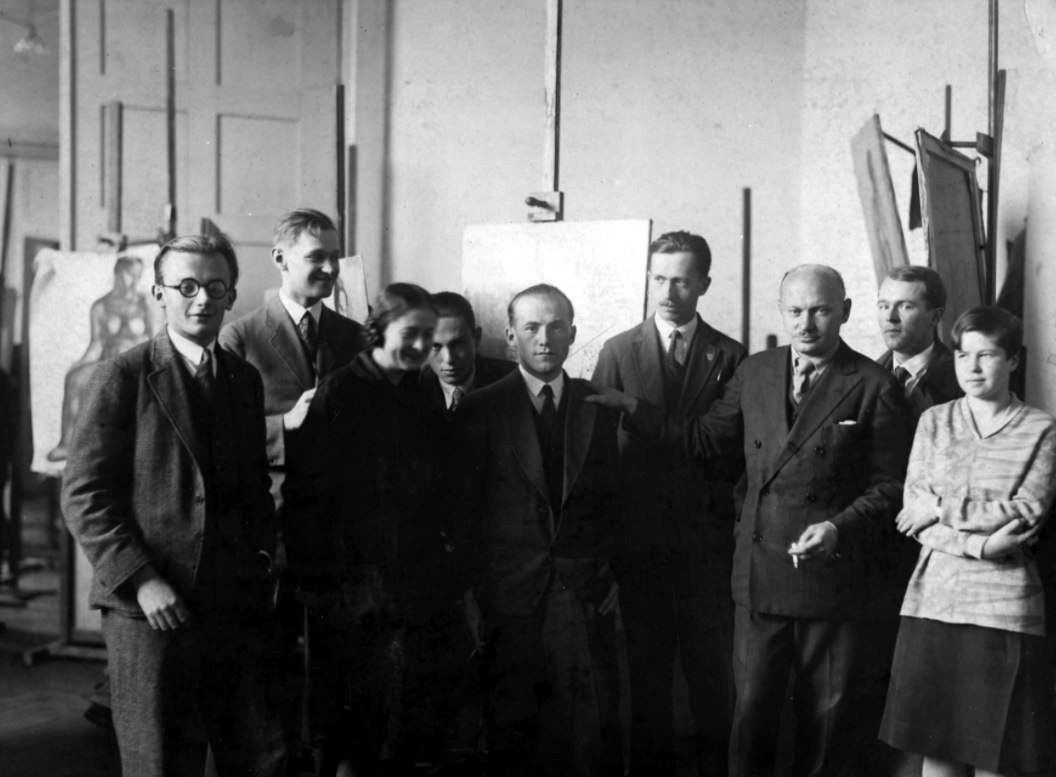
Szkoła Sztuk Pięknych w Warszawie (listopad 1929). Od lewej: Juliusz Studnicki, NN, Maria Szulczewska de Regibus, Marek Żuławski, asystent Jan Sokołowski, Michał Siemiradzki, prof. Felicjan Kowarski, Jan Wodyński, Maria Rużycka.

W 1945 roku zamieszkała w Gorlicach. Z tego też roku pochodzi jej drzeworyt „Stary kościółek w Sękowej”; dochód ze sprzedaży drzeworytu umożliwił wyremontowanie zabytkowego kościoła.
Swoje dzieła prezentowała w Stanach Zjednoczonych, Chinach, Niemczech, Włoszech oraz we Francji. W 1953 roku otrzymała nagrodę artystyczną Prezydium Wojewódzkiej Rady Narodowej w Rzeszowie. Z jej prac znajdujących się w tekach graficznych można wymienić następujące: „Teka kanadyjska” (1941), „Zburzona Warszawa” (1948), „Dzieci koreańskie” (1953), „Biecz w drzeworytach” (1956), „Impresje bułgarskie” (1957), „Ziemia gorlicka” (1958).
Była żoną Stanisława Gabryela, bibliotekarza. Ich córka Barbara Gabryel-Dorrell została fotografikiem.
Zmarła w Krakowie. Pochowana została na cmentarzu parafialnym w Gorlicach (sektor II grób 1308).